# برايان بوديتش
برايان بوديتش (بالإنجليزية: Brian Bowditch)‏ هو طوبولوجي ورياضياتي بريطاني، ولد في 1961 في نيث ‏ في المملكة المتحدة.